# Гранбери, Генриетта
Генриетта Гранбери (англ. Henrietta Granbery, полное имя Henrietta Augusta Granbery; 1829—1927) — американская художница.

## Биография
Родилась 3 октября 1829 года в Норфолке, штат Виргиния, сестра художницы Вирджинии Гранбери. Позже их семья переехала на север и поселилась в Нью-Йорке. Их дядей был художник Джордж Гранбери (George Granbery, 1794—1815).
Обе сестры изучали живопись в Нью-Йорке, затем преподавали в Бруклине. В числе их учениц была Энни Купер Бойд. Генриетта была также выпускницей West Seminary, где позже работала инструктором. Она создавала в основном пейзажи и натюрморты, выставляясь в Национальной академии дизайна с 1861 по 1890 год. Также была участницей выставок в Пенсильванской академии изящных искусств и на Всемирной выставке 1876 года в Филадельфии.
Генриетта и Вирджиния вместе жили на Манхэттене, в частном порядке продавая свои работы.
Умерла 30 декабря 1927 года в Нью-Йорке. Замужем не была. Была похоронена на кладбище Cedar Grove Cemetery в родном городе.
В 1987 году акварель Генриетты Гранбери «Peonies in an Oriental» 1891 года была включена в первую выставку Национального музея женского искусства American Women Artists 1830—1930.